# Simon Dawkins
Simon Jonathan Dawkins (Edgware, 1 december 1987) is een Jamaicaans voetballer die speelt als aanvaller of aanvallende middenvelder. Hij verruilde Derby County in 2016 voor San Jose Earthquakes.

## Interlandcarrière
Op 26 mei 2014 maakte Dawkins zijn debuut voor Jamaica in de vriendschappelijke interland tegen Servië (1-2). Zijn eerste doelpunt voor zijn vaderland maakte hij op 4 juni 2014 tegen Egypte (2-2).